# Labdon
Labdon (? - Lhasa, 11 november 1750) was eind eerste helft 18e eeuw een van de twee Chinese ambans in Lhasa. De andere amban was Fucin.
Beide ambans vermoorden Gyurme Namgyal, de regent van Tibet, waardoor zij de opstand van 1750 ontketenden.

## Levensloop

### Afzondering van Tibet van het Chinese hof
De regent van Tibet, Gyurme Namgyal, was in 1747 aan de macht gekomen en trok steeds meer macht naar zich toe, waarin hij probeerde Tibet steeds verder los te koppelen van het gezag van het Mantsjoe-hof. Dit werd door Labdon en Fucin steeds problematischer gezien. Daarnaast vergrootte Namgyal zijn macht door de Chinese keizer over te halen het Chinese garnizoen in Lhasa te verkleinen en de troepen in Tibet te groeperen om naar Lhasa op te trekken.

### Moord, oproer en dood van Labdon
De beide ambans lokten Namgyal naar hun residentie onder het voorwendsel van een conferentie. De beide ambans vroegen de onder begeleiding aangekomen Namgyal om een persoonlijk gesprek in een afzonderlijke kamer. Hier overstelpte Fucing hem met wilde beschuldigingen. Voordat Namgyal kon antwoorden, klemde hij zijn armen om hem heen terwijl Labdon hem met een zwaard doorboorde.
De moord op Namgyal ontaardde in een grote oproer van meer dan duizend bewapende inwoners. Labdon werd in zijn strijd tegen de aanvallende opstandelingen vermoord;
Fucin pleegde na een aantal messteken zelfmoord.